# Andrés Amorós Guardiola
Andrés Amorós Guardiola (València, 15 de febrer de 1941), assagista, crític literari, historiador de la literatura espanyola.

## Biografia
Andrés Amorós, doctor en Filologia Romànica i catedràtic de Literatura Espanyola en la Universitat Complutense de Madrid, sempre ha mantingut una estreta relació amb el món del teatre. Va ser membre del Consell Assessor del Centre Dramàtic Nacional sota la direcció de José Luis Alonso, assessor literari durant el mandat de Lluís Pasqual, director cultural de la Fundació Juan March (per la qual va crear la Biblioteca de Teatre Espanyol del segle XX) i patró del Festival Internacional de Teatre Clàssic d'Almagro i de la Fundació Pro Real Escola Superior d'Art Dramàtic de Madrid.
En 1999 és nomenat director de la Companyia Nacional de Teatre Clàssic i l'any 2000 del Institut Nacional de les Arts Escèniques i de la Música (INAEM) del Ministeri d'Educació i Cultura, càrrec que va ocupar fins al 2004. A més, ha participat com a comissari en diverses exposicions: "Caricaturas teatrales de Fresno", "Ramos Carrión y la zarzuela", "Clarín y la Regenta", " Francisco Ayala", "Letras de España", "La vuelta al mundo en 80 libros" y "Manuel Machado, poeta modernista".
Ha coordinat la Historia de los espectáculos en España (amb José María Díez Borque) y La zarzuela de cerca, i va dirigir la col·lecció de texts teatrals Arriba el telón! (Ed. Biblioteca Nova).
La seva recerca s'ha centrat en l'estudi de la literatura espanyola i hispanoamericana, especialment en autors com Ramón Pérez de Ayala, Leopoldo Alas Clarín o Manuel Machado. A més ha analitzat el teatre i la vida cultural entre els segles XIX i XX. Entre els seus llibres més destacats cal assenyalar Introducción a la novela contemporánea. També ha investigat la literatura de consum,dedicant importants treballs a la novel·la rosa.
Finalment, cal assenyalar que ha publicat obres rellevants sobre una de les seves grans passions, la tauromàquia, i que dirigeix la col·lecció de llibres La piel de toro. Ha exercit per molts anys com a Crític Taurí, entre altres responsabilitats, en el diari ABC on les seves cròniques, ressenyes i notes sobre corregudes de toros, vedellades o altres festeigs, són molt benvolguts per la càrrega cultural dels seus escrits. Els seus articles en defensa de la Festa Taurina pels atacs a aquesta cultura o per la falta de justícia, són altament considerats per tots els estaments del sector taurí espanyol i mundial.
És Acadèmic d'Honor de la Reial Acadèmia de Cultura Valenciana i dirigeix el programa "Música y Letra" a esRadio. Entre els seus guardons destaquen el Premi Nacional d'Assaig, el Premi Nacional de la Crítica Literària, el Premi Fastenrath de la Reial Acadèmia Espanyola i el Premi José María de Cossío.

## Obres

### Crítica, filologia i història literària
- Introducción a la novela contemporánea, Salamanca, Anaya, 1966, reed. Madrid, Cátedra, 1974
- Sociología de una novela rosa, Madrid, Taurus, 1968
- Eugenio d'Ors, crítico literario, Madrid, Prensa Española, 1971
- Introducción a la novela hispanoamericana actual, Madrid, Anaya, 1971
- La novela intelectual de Ramón Pérez de Ayala, Madrid, Gredos, 1972
- Vida y literatura en Troteras y danzaderas, Madrid, Clásicos Castalia, 1973
- Subliteraturas, Esplugues de Llobregat, Ariel, 1974
- Introducción a la literatura, Madrid, Clásicos Castalia, 1979
- La zarzuela de cerca, Madrid, Espasa Calpe, 1987
- Luces de Candilejas: los espectáculos de España 1898-1939, Madrid, Espasa Calpe, 1991
- Momentos mágicos de la literatura, Madrid, Clásicos Castalia, 1999

### Tauromàquia
- Toros y cultura. Madrid, Espasa-Calpe, 1987
- Diez toreros de Madrid, Madrid : Hathor Editorial, 1988
- La tauromaquia de Marcial Lalanda. Madrid, Espasa-Calpe, 1988
- Lenguaje taurino y sociedad. Madrid, Espasa-Calpe, 1990
- Escritores ante la fiesta (de Antonio Machado a Antonio Gala). Madrid, Editorial Egartorre 1993
- Suertes y Toreros. Cecisa, 1996
- Ignacio Sánchez Mejías. Madrid, Alianza, 1998
- Toros, cultura y lenguaje. Madrid, 1999
- El llanto por Ignacio Sánchez Mejías, de Federico García Lorca. Madrid, Biblioteca Nueva, 2000

### Creació
- Llibret de l' òpera Don Quijote (estrenada a Madrid, febrer de 2000, amb música de Cristóbal Halffter)
- El juego de las parejas, novel·la
- Diario cultural. Madrid, Espasa-Calpe, 1983
- Ludia. Madrid, Rialp, 1983
- La nueva vida de Alfonso Quesada. Madrid, Castalia, 2006, novel·la
- Me llaman Simeón

### Edicions
- La pata de la raposa, de Ramón Pérez de Ayala, Barcelona, Labor, 1970
- Tinieblas en las cumbres, de Ramón Pérez de Ayala, Madrid, Castalia, 1971
- Cincuenta años de cartas íntimas 1904-1956 a su amigo Miguel Rodríguez-Acosta, de Ramón Pérez de Ayala, Madrid, Castalia, 1980
- Tigre Juan y El curandero de su honra, de Ramón Pérez de Ayala, Madrid, Castalia, 1982
- A.M.D.G., de Ramón Pérez de Ayala, Madrid, Cátedra, 1983
- Troteras y danzaderas, de Ramón Pérez de Ayala, Madrid, Castalia, 1984
- Los buenos días perdidos i Anillos para una dama, d'Antonio Gala, Madrid, Castalia, 1987
- Rayuela, de Julio Cortázar, Madrid, Cátedra, 1989
- Belarmino y Apolonio, de Ramón Pérez de Ayala, Madrid, Cátedra, 1989
- La última corrida de Elena Quiroga, Madrid, Castalia, 1995
- La estanquera de Vallecas i La sombra del Tenorio de José Luis Alonso de Santos, Madrid, Castalia, 2005
- Cartas a Eduardo Marquina, Madrid, Castalia, 2005
- Don Juan Tenorio, de José Zorrilla
- La verbena de la Paloma, de Ricardo de la Vega
- La señorita de Trevélez i ¡Que viene mi marido!, de Carlos Arniches
- El verdugo de Sevilla i La venganza de Don Mendo de Pedro Muñoz Seca
- La carroza de plomo ardiente i Coronada y el toro, de Francisco Nieva
- El álbum familiar, Bajarse al moro de José Luis Alonso de Santos